# Mbabane

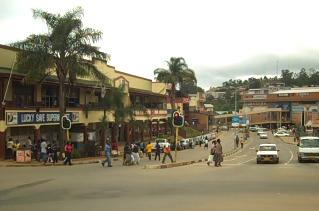
Centrum van Mbabane

Mbabane, met een bevolking van bijna 95.000 (2010), is de bestuurlijke hoofdstad van Eswatini. Ze is gelegen aan de rivieren de Mbabane en de Polinjane in het Mdimbagebergte in het district van Hhohho. De stadsgroei nam een aanvang na 1902 toen het landelijke bestuurlijke centrum werd verplaatst vanuit Manzini naar Mbabane. Naast Mbabane vervult Lobamba de functie van koninklijke en wettelijke hoofdstad.
De stad is een zakencentrum voor het omringende gebied. In de omgeving wordt tin en ijzer gewonnen. Verdere activiteiten zijn toerisme en de export van suiker. De dichtstbijzijnde grensovergang van Mbabane naar Zuid-Afrika is Ngwenya-Oshoek.
De primaire taal is Swazi, gevolgd door Engels.
De gemiddelde temperatuur is 15 °C in juli en 22 °C in januari.
Mbabane huisvest het Waterford-KaMhlaba United World College van zuidelijk Afrika.

## Geboren
- Richard E. Grant (1957), Brits acteur